# Elaphoglossum russelliae
Elaphoglossum russelliae là một loài thực vật có mạch trong họ Lomariopsidaceae. Loài này được Mickel mô tả khoa học đầu tiên năm 1991.